# Fläkt
Fläkt var även en benämning på Svenska Fläktfabriken.

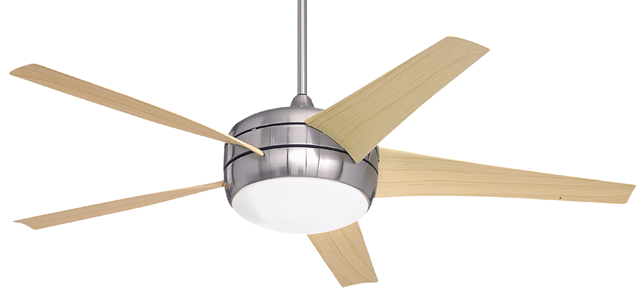
Takfläkt

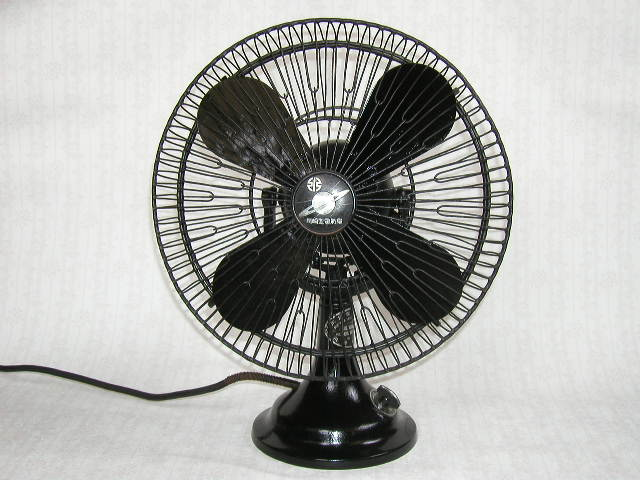
Kalluftsfläkt

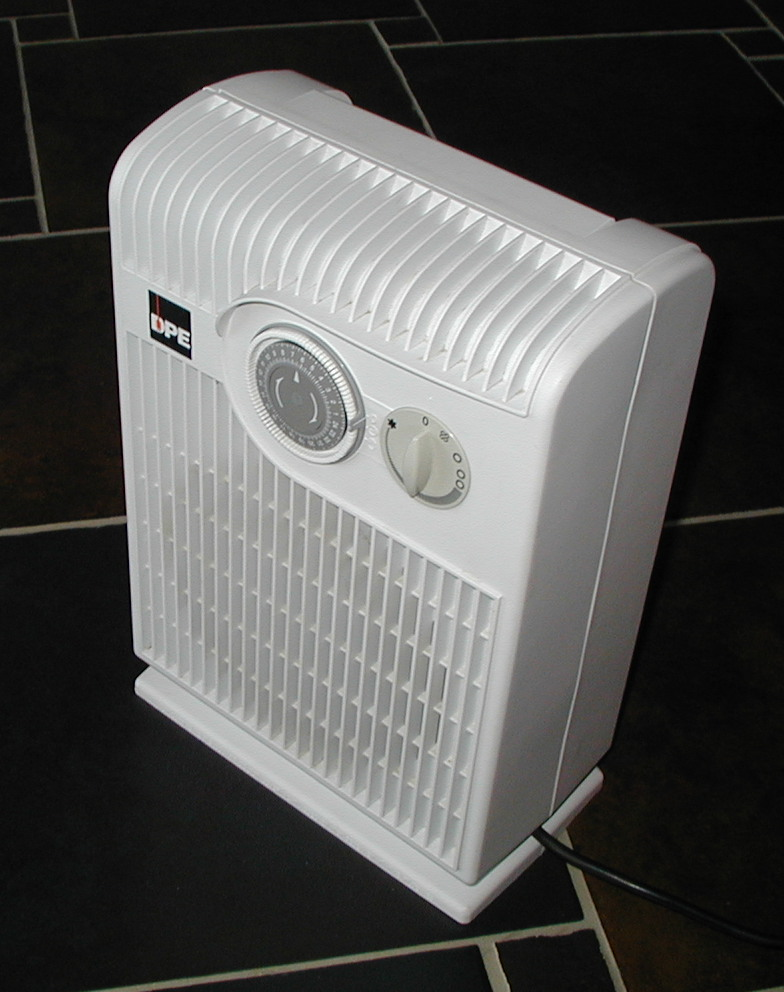
Varmluftsfläkt

En fläkt är en konstruktion avsedd att förflytta gas. Fläkten består oftast av en motor som roterar ett antal vingliknande blad. Vid rotation av bladen uppstår ett undertryck på ena sidan och motsvarande övertryck på den andra sidan, varpå gasblandningen sätts i rörelse. Enklare fläktkonstruktioner används ofta för kylning, till exempel i datorer.
Fläktar för byggnader kan delas upp i radial-, axial- och kammarfläktar. De olika fläktarna har olika karaktäristika egenskaper vilket gör dem lämpliga för olika tillämpningar. Radialfläktar är oftast förekommande i ventilationssystem i byggnader då de kan generera förhållandevis höga tryck vid relativt låga flöden. Axialfläktar används med fördel i de sammanhang då stora luftmängder behöver förflyttas. Inom gruvindustrin används till exempel ofta axialfläktar, ofta seriekopplade, då detta ger möjlighet till att flytta stora luftmängder även vid höga tryck. Kammarfläktar är tvärställda radialfläktar, och tar på så sätt mindre plats, varför de ofta används då utrymme är en begränsande faktor. Detta medför dock en lägre verkningsgrad vilket leder till högre elanvändning.